# Josep Maria de Martorell i de Fivaller
Josep Maria de Martorell i de Fivaller   (Ciutadella de Menorca, 1843 - Madrid, 1886) fou un aristòcrata, advocat i polític menorquí, duc d'Almenara Alta i marquès de Monesterio.

## Biografia
Era fill de Gabí de Martorell i Martorell, tercer marquès d'Albranca, i de Maria Mercè de Fivaller, dotzena marquesa de La Lapilla i de Paredes, títol que va heretar el seu germà Ricard. Estudià dret a la Universitat Central de Madrid, on va fer amistat amb Alejandro Pidal y Mon i amb qui va fundar les revistes La Cruzada i Revista Científica. Durant un temps va fer de professor a l'Academia Matritense de Legislación y Jurisprudencia.
Políticament sempre fou monàrquic i conservador ultracatòlic. Va donar suport la restauració borbònica i donà suport al Partit Conservador quan fou elegit diputat per Maó a les eleccions generals espanyoles de 1876 i 1879 i per Balaguer a les eleccions generals espanyoles de 1884. Es va interessar per qüestions locals d'àmbit català i balear i fou president de la primera assemblea de la Joventut Catòlica. Va escriure poesia en castellà, que fou publicada el 1887 juntament amb la de Juan Valera y Alcalá Galiano.